# The Russell Girl
Pour plus de détails, voir Fiche technique et Distribution.
The Russell Girl est un téléfilm américain réalisé par Jeff Bleckner et diffusé le 27 janvier 2008 sur le réseau CBS.

## Synopsis
Sarah Russell, une jeune femme de 23 ans étudiante à l'université de médecine, rend visite à sa famille pour partager avec eux d'importantes nouvelles. Mais au lieu de trouver du réconfort, elle se retrouve confrontée à une période douloureuse de son passé.

## Fiche technique
- Réalisation : Jeff Bleckner
- Scénariste : Jill E. Blotevogel
- Société de production : Gillham Road Productions, Russell Films, Hallmark Hall of Fame Productions
- Genre : drame
- Durée : 90 minutes

## Distribution
- Amber Tamblyn : Sarah Russell
- Jennifer Ehle (VF : Laurence Breheret) : Lorainne Morrisey
- Paul Wesley : Evan Carroll
- Mary Elizabeth Mastrantonio : Gayle Russell
- Tim DeKay : Tim Russell
- Paula Barrett : Fran
- Daniel Clark : Daniel Russell
- William Cuddy : Young Rick
- Henry Czerny : Howard Morrisey
- Richard Fitzpatrick : Ray
- Richard Leacock : Dr Gordon
- Ben Lewis : Jon Morrisey
- Sharon McFarlane : High School Principal
- Max Morrow : Rick Morissey
- Paul Mota : State Trooper Green